# Edwin Rodríguez
Edwin Alexander Rodríguez Castillo (Quimistán, 25 de septiembre de 1999) es un futbolista hondureño. Juega de mediocampista y su actual club es el C. Olimpia D. de la Liga Nacional de Honduras.

## Selección nacional

### Selección absoluta

#### Participaciones internacionales
| Campeonato                        | Sede                    | Resultado        | Partidos | Goles |
| --------------------------------- | ----------------------- | ---------------- | -------- | ----- |
| Liga de Naciones 2019-20          | Concacaf                | Tercer lugar     | 4        | 1     |
| Liga de Naciones 2022-23          | Concacaf                | Fase de grupos   | 2        | 0     |
| Clasificación a Copa Mundial 2022 | Concacaf                | No clasificó     | 5        | 0     |
| Liga de Naciones 2023-24          | Concacaf                | Cuartos de final | 7        | 2     |
| Liga de Naciones 2024-25          | Concacaf                | Cuartos de final | 6        | 1     |
| Copa Oro 2025                     | Estados Unidos · Canadá | Por definir      | 3        | 0     |
| Clasificación a Copa Mundial 2026 | Concacaf                | Por definir      | 3        | 2     |

## Estadísticas

### Clubes
Actualizado al último partido disputado el 10 de marzo de 2024.
| C. Olimpia D. Honduras | 1.ª           | 2017-18       | 4   | 0  | — | — | 0  | 0 | 4   | 0  |
| C. Olimpia D. Honduras | 1.ª           | 2018-19       | 11  | 2  | 1 | 0 | —  | — | 12  | 2  |
| C. Olimpia D. Honduras | 1.ª           | 2019-20       | 24  | 1  | — | — | 9  | 0 | 33  | 1  |
| C. Olimpia D. Honduras | 1.ª           | 2020-21       | 31  | 2  | — | — | 5  | 1 | 36  | 3  |
| C. Olimpia D. Honduras | 1.ª           | 2021-22       | 38  | 4  | — | — | 1  | 1 | 39  | 5  |
| C. Olimpia D. Honduras | 1.ª           | 2022-23       | 24  | 3  | — | — | 5  | 1 | 29  | 4  |
| C. Olimpia D. Honduras | Total club    | Total club    | 132 | 12 | 1 | 0 | 20 | 3 | 153 | 15 |
| Aris Salónica F. C. · Grecia | 1.ª           | 2022-23       | 1   | 0  | 1 | 0 | 0  | 0 | 2   | 0  |
| Aris Salónica F. C. · Grecia | Total club    | Total club    | 1   | 0  | 1 | 0 | 0  | 0 | 2   | 0  |
| C. Olimpia D. Honduras | 1.ª           | 2023-24       | 38  | 8  | — | — | 3  | 0 | 41  | 8  |
| C. Olimpia D. Honduras | 1.ª           | 2024-25       | 27  | 3  | — | — | 4  | 1 | 31  | 4  |
| C. Olimpia D. Honduras | Total club    | Total club    | 65  | 11 | 0 | 0 | 7  | 1 | 72  | 12 |
| Total carrera | Total carrera | Total carrera | 198 | 23 | 2 | 0 | 27 | 4 | 227 | 27 |
| (1) Incluye datos de la Copa de Honduras (2018) y Copa de Grecia (2022-23). (2) Incluye datos de la Liga de Campeones de la Concacaf (2020-23), Liga Concacaf (2019-22), Copa Centroamericana de Concacaf (2023-25). |               |               |     |    |   |   |    |   |     |    |

### Goles internacionales
| #  | Fecha                    | Lugar                                                | Rival             | Goles | Resultado | Competición                       |
| -- | ------------------------ | ---------------------------------------------------- | ----------------- | ----- | --------- | --------------------------------- |
| 1. | 6 de junio de 2021       | Empower Field at Mile High, Denver, Estados Unidos   | Costa Rica        | 2-1   | 2–2       | Liga de Naciones 2019-20          |
| 2. | 12 de septiembre de 2023 | Estadio Chelato Uclés, Tegucigalpa, Honduras         | Granada           | 1-0   | 4–0       | Liga de Naciones 2023-24          |
| 3. | 12 de septiembre de 2023 | Estadio Chelato Uclés, Tegucigalpa, Honduras         | Granada           | 4-0   | 4–0       | Liga de Naciones 2023-24          |
| 4. | 7 de junio de 2024       | Estadio Chelato Uclés, Tegucigalpa, Honduras         | Cuba              | 2-1   | 3–1       | Clasificación a Copa Mundial 2026 |
| 5. | 10 de junio de 2024      | Estadio Nacional de las Bermudas, Hamilton, Bermudas | Bermudas          | 1-3   | 1–6       | Clasificación a Copa Mundial 2026 |
| 6. | 6 de septiembre de 2024  | Estadio Chelato Uclés, Tegucigalpa, Honduras         | Trinidad y Tobago | 3-0   | 4–0       | Liga de Naciones 2024-25          |

## Palmarés

### Títulos nacionales
| Título          | Club          | País     | Año  |
| --------------- | ------------- | -------- | ---- |
| Torneo Apertura | C. Olimpia D. | Honduras | 2019 |
| Torneo Apertura | C. Olimpia D. | Honduras | 2020 |
| Torneo Clausura | C. Olimpia D. | Honduras | 2021 |
| Torneo Apertura | C. Olimpia D. | Honduras | 2021 |
| Torneo Clausura | C. Olimpia D. | Honduras | 2023 |
| Torneo Apertura | C. Olimpia D. | Honduras | 2023 |
| Torneo Clausura | C. Olimpia D. | Honduras | 2024 |
| Torneo Clausura | C. Olimpia D. | Honduras | 2025 |

### Distinciones individuales
| Distinción                                                    | Año  |
| ------------------------------------------------------------- | ---- |
| Incluido en el Once Ideal de la Liga de Campeones de Concacaf | 2020 |
| Incluido en el Once Ideal de la Preolímpico de Concacaf       | 2021 |
| Incluido en el Once Ideal de la Liga de Naciones de Concacaf  | 2021 |